# Michael Smiley
Michael Smiley (nacido en 1963) es un comediante y actor de Irlanda del Norte. Quizás sea mejor conocido por sus papeles en las películas Kill List (2011) y The Lobster (2015). También ha aparecido en series de televisión británicas como Luther, Utopia, Black Mirror y Doctor Who.

## Primeros años
Smiley nació en 1963 en Belfast y creció en Holywood con un hermano y una hermana mayores. Fue criado como católico.
Se mudó a Londres con su primera esposa en 1983. Comenzó a hacer stand-up en 1993, luego de aceptar una apuesta en una noche de micrófono abierto. Había trabajado como mensajero ciclista, como su personaje en Spaced, y como DJ de acid house.

## Carrera
Se hizo muy conocido por su papel de Tires O'Flaherty, el ciclista raver, en dos episodios de la comedia de Channel 4 Spaced, y por sus apariciones en el Edinburgh Fringe y el Melbourne Comedy Festival. Interpretó a Mac, un exmiembro del Regimiento de Paracaidistas del ejército británico en la película de terror Outpost de 2008 y como un zombi en Shaun of the Dead.
En 2003, actuó como estrella invitada en el drama de audio de Doctor Who, Creatures of Beauty. En 2004 apareció en el episodio 4 de la temporada 2 de Hustle como Max el falsificador. También fue un personaje pequeño en el episodio 2 "The Model" de 15 Storeys High.
Ha aparecido en las tres series de The Maltby Collection en Radio 4 como Des Wainwright, un excéntrico guardia de seguridad que sigue repitiéndose y recordando a la gente que estuvo en el SAS. Interpreta el papel de Benny "Deadhead" Silver en la serie dramática de la BBC Luther. En 2010, tuvo un papel importante en la película Burke and Hare junto a sus coprotagonistas de Spaced , Simon Pegg y Jessica Hynes.
En 2011, protagonizó la película de terror británica Kill List. La película recibió elogios de la crítica y le valió el premio al Mejor actor de reparto en los British Independent Film Awards de 2011.
En 2013, apareció en un episodio de Ripper Street de BBC One como George Lusk, y los aclamados shows de Channel 4 Utopia como el detective Reynolds y Black Mirror en el episodio "White Bear" como Baxter. También protagonizó A Field in England como el principal antagonista, el alquimista O'Neill. También interpretó a Roddy en Father Figure. En noviembre de 2013 apareció en el tercer episodio de la comedia Ambassadors de BBC Two Mitchell y Webb como Mr Jackson. En 2014, interpretó a Micky Murray en The Life of Rock de BBC Four con Brian Pern.
Coincidiendo con las etapas iniciales del Giro de Italia en mayo de 2014, Michael Smiley: Something to Ride Home About fue un programa de viajes para la BBC de Irlanda del Norte, dirigido por George Kane, en el que Smiley recorría Irlanda del Norte en bicicleta y conocía a la gente local. Se encargó una segunda serie para 2015.
En 2014, Smiley interpretó al coronel Morgan Blue en el episodio de Doctor Who "Dentro del Dalek".
También tuvo un papel importante en la serie policial británica Luther actuando como "Deadhead" Benny Silver desde 2010 hasta 2019.
En 2019, Smiley coprotagonizó con Elijah Wood y Martin Donovan la película Come to Daddy dirigida por Ant Timpson.
En 2020, protagonizó Dead Still, una serie dramática de televisión irlandés-canadiense de seis capítulos, junto a Eileen O'Higgins y Kerr Logan. Se estrenó el 18 de mayo de 2020 en Acorn TV y el 15 de mayo de 2020 Citytv. La serie es una coproducción entre la irlandesa Deadpan Pictures y la canadiense Shaftesbury Films y está escrita por John Morton y dirigida por Imogen Murphy y Craig David Wallace.
En 2021, Smiley apareció en el papel principal en The Toll, una película de comedia negra galesa estrenada más tarde en los Estados Unidos con el título Tollbooth.

## Vida personal
Smiley ha estado casado dos veces y tiene cuatro hijos: dos con su primera esposa y novia de la infancia, Merilees, y dos con su segunda esposa, la periodista y locutora Miranda Sawyer. Reside cerca de Brockwell Park en Herne Hill, Londres.
Compartió piso con Simon Pegg y Nick Frost en los años 1990. Es un ávido ciclista.

## Filmografía

### Televisión
| Año       | Título                                       | Papel                         | Notas                                     |
| --------- | -------------------------------------------- | ----------------------------- | ----------------------------------------- |
| 1989      | The Heist                                    | Detective                     | Película de televisión; sin acreditar     |
| 2000      | Burnside                                     | Matthew Hutchins              | Episodio: "Back with a Vengeance: Part 1" |
| 1999–2001 | Spaced                                       | Tyres O'Flaherty              | 2 episodios                               |
| 2000–2002 | Time Gentlemen Please                        | Martin                        | 3 episodios                               |
| 2002      | 15 Storeys High                              | Visitante irlandés insistente | Episodio: "The Model"                     |
| 2004      | Murder Prevention                            | Maurice Gibney                | 4 episodios                               |
| 2005      | Bleak House                                  | Phil Squod                    | 8 episodios                               |
| 2005      | Hustle                                       | Max                           | Episodio: "Missions"                      |
| 2005      | ShakespeaRe-Told                             | Peter                         | Episodio: "Much Ado About Nothing"        |
| 2005      | Rose and Maloney                             | Mallam                        | Episodio: "Rise & Fall"                   |
| 2007      | In the Spider's Web                          | Phil                          | Película de televisión                    |
| 2007      | Y Pris                                       | Capitán                       | Episodio: "Episodio #1.3"                 |
| 2007      | Nearly Famous                                | Danny                         | Episodio: "Episodio #1.5"                 |
| 2008      | The Wrong Door                               |                               | 2 episodios                               |
| 2008      | HolbyBlue                                    | Brendan Duffy                 | Episodio: "Episodio #2.10"                |
| 2008      | Wire in the Blood                            | Dr. Liam Kerwin               | 7 episodios                               |
| 2009      | Law & Order: UK                              | Danny Doyle                   | Episodio: "Unsafe"                        |
| 2010      | One Night in Emergency                       | Asistente de morgue           | Película de televisión                    |
| 2010–2019 | Luther                                       | Benny Silver                  | 16 episodios                              |
| 2011      | Stolen                                       | Sean                          | Película de televisión                    |
| 2012      | Coming Up                                    | Ricky                         | Episodio: "Spoof or Die"                  |
| 2012      | Good Cop                                     | Tom Lomax                     | Episodio: "Episodio Two"                  |
| 2012      | New Tricks                                   | Tinker                        | Episodio: "Part of a Whole"               |
| 2013      | Ripper Street                                | George Lusk                   | Episodio: "In My Protection"              |
| 2013      | Utopia                                       | Detective Reynolds            | Episodio: "Episodio 1"                    |
| 2013      | Black Mirror                                 | Baxter                        | Episodio: "White Bear"                    |
| 2013      | Father Figure                                | Roddy                         | 6 episodios                               |
| 2013      | Ambassadors                                  | Sr. Jackson                   | Episodio: "The Tazbek Spring"             |
| 2013–2014 | Monumental                                   | Él mismo                      |                                           |
| 2014      | The Life of Rock with Brian Pern             | Micky Murray                  | 2 episodios                               |
| 2014      | Doctor Who                                   | Coronel Morgan Blue           | Episodio: "Into the Dalek"                |
| 2014      | Edge of Heaven                               | Snowy                         | 2 episodios                               |
| 2014–2015 | Michael Smiley: Something to Ride Home About | Él mismo                      |                                           |
| 2015      | Comedy Feeds                                 | Les                           | Episodio: "Fishbowl"                      |
| 2016      | The Aliens                                   | Antoine Berry                 | 5 episodios                               |
| 2016      | Murder                                       | Whitmore Harris               | Episodio: "The Big Bang"                  |
| 2020      | Dead Still                                   | Brock Blennerhasset           | Protagonista                              |
| 2021      | Bloodlands                                   | Dinger                        | 4 episodios                               |
| 2021      | Intergalactic                                | Profesor Hague Blake          | 1 episodio                                |
| 2022      | The Curse                                    |                               | 1 episodio                                |
| 2022      | Bad Sisters                                  | Roger Muldoon                 | 5 episodios                               |
| 2022      | Ragdoll                                      | DS Finlay                     | 6 episodios                               |

### Cine
| Año  | Título                       | Papel                   | Notas                           |
| ---- | ---------------------------- | ----------------------- | ------------------------------- |
| 2004 | Shaun of the Dead            | Zombie Tyres O’Flaherty | Sin acreditar                   |
| 2006 | Breaking and Entering        | Thaddeus                | Sin acreditar                   |
| 2006 | El perfume                   | Porter                  |                                 |
| 2006 | Land of the Blind            | Teniente de Thorne      |                                 |
| 2008 | Outpost                      | McKay                   |                                 |
| 2008 | The Other Boleyn Girl        | Médico                  |                                 |
| 2008 | Terra Firma                  | Quentin                 | Cortometraje                    |
| 2009 | Down Terrace                 | Pringle                 |                                 |
| 2009 | Believe                      | Lewis                   | Cortometraje                    |
| 2010 | Burke and Hare               | Patterson               |                                 |
| 2011 | Kill List                    | Gal                     |                                 |
| 2011 | Big Fat Gypsy Gangster       | Mad Mick                |                                 |
| 2012 | Shell                        | Hugh                    |                                 |
| 2012 | The ABCs of Death            | Padre Tom               | Segmento: ""U Is for Unearthed" |
| 2013 | For Those in Peril           | Frank                   |                                 |
| 2013 | A Field in England           | O'Neil                  |                                 |
| 2013 | Svengali                     | Pierre irlandés         |                                 |
| 2013 | We Are the Freaks            | Killer Colin            |                                 |
| 2013 | The World's End              | Reverendo Green         |                                 |
| 2014 | Glassland                    | Jim                     |                                 |
| 2014 | Black Sea                    | Reynolds                |                                 |
| 2015 | The Hallow                   | Garda Davey             |                                 |
| 2015 | The Lobster                  | Loner Swimmer           |                                 |
| 2015 | Orthodox                     | Shannon                 |                                 |
| 2015 | My Name is Emily             | Robert                  |                                 |
| 2015 | Tank 432                     | Capper                  |                                 |
| 2016 | Free Fire                    | Frank                   |                                 |
| 2016 | Rogue One: A Star Wars Story | Dr. Cornelius Evazan    |                                 |
| 2017 | Madame                       | David                   |                                 |
| 2017 | Jawbone                      | Eddie                   |                                 |
| 2018 | Birthmarked                  | Gertz                   |                                 |
| 2018 | The Nun                      | Priest                  |                                 |
| 2019 | Come to Daddy                | Jethro                  |                                 |
| 2019 | Rialto                       | Noel                    |                                 |
| 2021 | Censor                       | Doug Smart              |                                 |
| 2021 | Gunpowder Milkshake          | Dr. Ricky               |                                 |
| 2021 | The Toll                     | Toll Booth              |                                 |
| 2022 | The Silent Twins             | Tim Thomas              |                                 |
| 2024 | Bookworm                     | Jethro                  |                                 |